# Miguel Fraga
Miguel Ángel Fraga Licona (* 3. September 1987 in Morelia, Michoacán) ist ein  mexikanischer Fußballspieler auf der Position des  Torwarts. 

## Laufbahn
Miguel Fraga begann seine fußballerische Laufbahn im Nachwuchsbereich seines Heimatvereins Monarcas Morelia, bei dem er 2005 auch seinen ersten Profivertrag erhielt. 
Nachdem er sich bei den Monarcas, für die er in den vier Jahren von 2005 und 2009 zu insgesamt nur 9 Einsätzen in der höchsten mexikanischen Spielklasse kam (alle im Jahr 2007), nicht durchsetzen konnte, spielte er auf Leihbasis für diverse mexikanische Zweitligavereine. Mit dem Club Tijuana gelang ihm in der Saison 2010/11 die Meisterschaft der zweitklassigen Ascenso MX und, damit verbunden, der Aufstieg in die höchste Spielklasse. Mit nur 2 Punktspieleinsätzen hatte er dabei allerdings nur einen geringen Anteil und durfte die Mannschaft auch nicht in die erste Liga begleiten. Die nächsten beiden Spielzeiten verbrachte er beim reaktivierten Neza FC, bei dem er sich in der Saison 2012/13 zum Stammtorhüter entwickelte und entscheidenden Anteil am Gewinn der Clausura 2013 hatte. Im Aufstiegsfinale scheiterte die Mannschaft dann allerdings im Elfmeterschießen an den Reboceros de La Piedad und wurde anschließend aus der Liga zurückgezogen. 
2014 wurde Fraga vom Club Atlas erworben und absolvierte in den 4 Spielzeiten zwischen 2014 und 2018 insgesamt 45 Punktspieleinsätze in der höchsten mexikanischen Spielklasse. Nach der Saison 2017/18 wurde Fraga an die UNAM Pumas ausgeliehen, für die er in anderthalb Jahren zu keinem einzigen Punktspieleinsatz kam. Nach einer halbjährigen Tätigkeit auf Leihbasis für den Zweitligisten UAT Correcaminos wurde Fraga zu Beginn der Saison 2020/21 vom Erstligadebütanten Mazatlán FC verpflichtet. 

## Nationalmannschaft
Auf dem Höhepunkt seiner Laufbahn wurde Fraga 2017 mehrfach ins Aufgebot der mexikanischen Nationalmannschaft berufen und gehörte unter anderem zum Kader beim CONCACAF Gold Cup 2017. Ein Einsatz für die Nationalmannschaft blieb ihm jedoch verwehrt. 

## Erfolge
- Mexikanischer Zweitligameister: Apertura 2010, Clausura 2013